# Herwig Wagner
Herwig Wagner (* 30. Juli 1927) ist ein deutscher evangelischer Religionswissenschaftler.

## Leben
Er studierte Theologie in Erlangen, Marburg und Chicago. Von 1951 bis 1956 war er in Bayern als Pfarrer tätig. Danach war er bis 1960 Mitarbeiter Walter Freytags beim Deutschen Evangelischen Missionsrat in Hamburg sowie Studienleiter an der Missionsakademie an der Universität Hamburg. 1961 wurde er in Hamburg im Fach Missionswissenschaft promoviert. Von 1961 bis 1971 war er Missionar im Dienst der Evangelisch-Lutherischen Kirche von Papua-Neuguinea. Von 1972 bis 1992 lehrte er als Professor für Missionstheologie und Religionswissenschaft an der Augustana-Hochschule Neuendettelsau.

## Schriften (Auswahl)
- Erstgestalten einer einheimischen Theologie in Südindien. Ein Kapitel indischer Theologiegeschichte als kritischer Beitrag zur Definition von „einheimischer Theologie“. Ch. Kaiser, München 1963, OCLC 1029066413 (Dissertation).
- mit Hermann Reiner (Hg.): The Lutheran church in Papua New Guinea. The first hundred years 1886–1986. Adelaide 1987, ISBN 0-85910-382-X.
- (Hg.): Spiritualität. Theologische Beiträge. Stuttgart 1987, ISBN 3-7668-0862-1.
- (Hg.): Kairos? Perspektiven für eine evangelische Ethik in politischen Spannungs- und Umbruchsituationen. Konkret. Südafrika. Lutherisches Verlagshaus, Hannover 1989, ISBN 3-7859-0594-7.